# Caesalpinia caymanensis
Caesalpinia caymanensis är en ärtväxtart som beskrevs av Charles Frederick Millspaugh. Caesalpinia caymanensis ingår i släktet Caesalpinia och familjen ärtväxter. Inga underarter finns listade i Catalogue of Life.